# Suzanne Plesman
Suzanne Barbara Plesman (* 23. Oktober 1971 in Den Haag) ist eine ehemalige niederländische Hockeyspielerin. Sie gewann mit der niederländischen Nationalmannschaft die olympische Bronzemedaille 1996, nachdem sie im Jahr zuvor Europameisterin geworden war.

## Sportliche Karriere
Suzanne Plesman bestritt insgesamt 39 Länderspiele.
Die Mittelfeldspielerin debütierte im April 1995 in der niederländischen Auswahl. Kurz darauf waren die Niederlande in Amstelveen Gastgeber der Europameisterschaft 1995. In der Vorrunde gelangen den niederländischen Damen fünf Siege in fünf Spielen bei einem Torverhältnis von 24:0. Nach einem 2:1-Halbfinalsieg über die Deutschen bezwangen sie im Finale die spanische Mannschaft erst im Siebenmeterschießen. Suzanne Plesman wurde in sechs Partien eingesetzt, darunter auch in Halbfinale und Finale.
Ende 1995 wirkte Plesman beim Qualifikationsturnier für die Olympischen Spiele mit. Beim olympischen Hockeyturnier in Atlanta belegten die Niederländerinnen nach der Vorrunde den vierten Platz hinter den punktgleichen Britinnen. Im Spiel um Bronze zwischen diesen beiden Mannschaften siegten die Niederländerinnen im Siebenmeterschießen. Plesman wirkte in sechs Partien mit, im Spiel um Bronze war sie nicht dabei.
Suzanne Plesman spielte bei HGC Wassenaar, dem niederländischen Meister 1993, 1996 und 1997.